# 가짜 이시도루스
가짜 이시도루스(라틴어: Pseudo-Isidorus)는 카롤루스조 시대에 광범위하게 중요 문서의 위조를 수행한 정체불명의 사람(또는 사람들)이다. 가짜 이시도루스가 문서를 위조한 주요한 목적은 주교들에게 재판으로부터의 사실상의 면책특권을 부여하고, 교구 내에서 주교의 자치권을 보장하며, 교회 재산의 완결성을 보호하는 것이었다. 또한 동시에 로마 주교의 법적 관할권을 확대하는 목적도 부분적으로 있었다.
가짜 이시도루스는 다양한 가명을 사용했다. 가장 유명한 위작품은 이시도루스 메르카토르(라틴어: Isidorus Mercator; 세비야의 이시도르와 마리우스 메르카토르의 이름에서 합쳐진 이름.)가 편저했다는 『가짜 교령집』이다. 이 책에는 90건 이상의 위조된 교황칙령이 수록되어 있다. 또한 베네딕투스 레비타(라틴어: Benedictus Levita)라는 명의로 카롤루스 1세 마그누스 및 루도비쿠스 1세 피우스가 제정한 법으로 가장한 세속법전을 위조했다.
가짜 이시도루스의 정체가 누구인지에 대해서는 제설이 많지만, 850년 이전에 랭스 대교구에서 일했고, 코르비 수도원 장서각에서 중요한 연구를 수행했다는 것에는 오늘날 대체로 의견이 일치하고 있다.

## 같이 보기
- 콘스탄티누스의 기증